# Харківська обласна державна адміністрація
Харківська обласна державна адміністрація — місцева державна адміністрація Харківської області.
У зв'язку з широкомасштабним вторгненням Росії 24 лютого 2022 року набула статусу військової адміністрації, 1 березня 2022 року, внаслідок авіаудару ЗС РФ, будівля ради зазнала значних руйнувань, та відновленню не підлягає.

## Історія

### Захоплення у 2014
1 березня 2014 року у Харкові з ініціативи мера Геннадія Кернеса на площі Свободи було проведено мігинг, на якому з російськими прапорами виступали сам мер Геннадій Кернес та колишній голова Харківської ОДА Михайло Добкін. По закінченні мітингу між учасниками заходу та активістами харківського Євромайдану сталася сутичка, у ході якою учасниками бійки використовувалися палиці та сльозогінний газ, після чого прихильники Кернеса розпочали штурм будівлі Харківської облдержадміністрації, контрольованої представниками Самооборони Майдану та «Правого сектора», в результаті чого будівлю було захоплено, а на даху будівлі адміністрації український прапор було зірвано і встановлено російський. Надвечір сепаратисти покинули будівлю держадміністрацію, а російський прапор було знято.
6 квітня 2014 проросійські демонстранти вдруге захопили будівлю держадміністрації під оплески місцевої міліції. Станом на ранок 7 квітня будівлю ОДА було звільнено від сепаратистів

### Обстріл у 2022
1 березня будівля Харківської ОДА постраждала внаслідок ракетного удару, завданого російськими окупантами. Початково було виявлено 24 постраждалі людини, в тому числі одну дитину, і 7 загиблих; 1 квітня в обладміністрації повідомили, що внаслідок обстрілу загинули 29 людей. Серед них — волонтерка і математик Юлія Здановська.

### Голови
- Масельський Олександр Степанович, 7 липня 1995 — 12 квітня 1996;
- Дьомін Олег Олексійович, 8 травня 1996 — 8 серпня 1996 як в.о., 8 серпня 1996 — 27 жовтня 2000;
- Кушнарьов Євген Петрович, 27 жовтня 2000 — 17 грудня 2004;
- Масельський Степан Іванович, 17 грудня 2004 — 4 лютого 2005;
- Аваков Арсен Борисович, 4 лютого 2005 р. — лютий 2010;
- Бабаєв Володимир Миколайович, в.о. лютий — 18 березня 2010;
- Добкін Михайло Маркович, 18 березня 2010 — 2 березня 2014;
- Балута Ігор Миронович, 2 березня 2014 — 3 лютого 2015;
- Райнін Ігор Львович, 3 лютого 2015 — 29 серпня 2016;
- Світлична Юлія Олександрівна, 29 серпня 2016 (як в.о. Від 15 жовтня затверджена на посаді) — 5 листопада 2019;
- Кучер Олексій Володимирович, 5 листопада 2019 — 27 листопада 2020[11];
- Тимчук Айна Леонідівна, 27 листопада 2020[12] — 11 серпня 2021[13];
- т.в.о Скакун Олександр Євгенович (11.08.2021 — 24.12.2021)
- Синєгубов Олег Васильович з 24 грудня 2021 року[14].

## Структура

Структура ХОДА

## Керівництво
25 березня 2010 року на позачерговій сесії Харківської обласної ради Добкін представив нових заступників (усіх — як в.о.):
- І заступник — Бабаєв Володимир Миколайович;
- заступник з питань життєзабезпечення — Дулуб Валентин Григорович;
- заступник з питань економіки — Сапронов Юрій Анатолійович;
- заступник з гуманітарних питань — Тридід Олександр Миколайович;
- заступник з соціальних питань — Шурма Ігор Михайлович;
- заступник з питань АПК — Алексейчук Віталій Володимирович;
- заступник з питань внутрішньої політики та комунікацій — Савін Євген Євгенович;
- заступник з організаційно-правових питань — керівник апарату — Хома Василь Васильович.

Вже 26 березня М. М. Добкін на зустрічі з ректорами харківських вузів повідомив про намір призначити заступником голови облдержадміністрації з гуманітарним питань В. А. Ландсмана.
13 квітня 2010 року було призначено заступників голови Харківської облдержадміністрації:
- В. М. Бабаєва — першим заступником;
- В. Г. Дулуба — заступником з питань життєзабезпечення;
- Ю. А. Сапронова — заступником з питань економіки;
- І. Г. Шурму — заступником з соціальних питань;
- В. В. Алексейчука — заступником з питань АПК;
- Є. Є. Савіна — заступником з питань внутрішньої політики та комунікацій;
- В. В. Хому — заступником з організаційно-правових питань — керівником апарату.

30 квітня 2010 року на позачергової сесії Харківської обласної ради було оголошено про призначення на посаду заступника голови ХОДА з гуманітарних питань Вадима Ландсмана.

### Станом на листопад 2020
- Голова — Тимчук Айна Леонідівна
- Перший заступник голови — Погосян Віталій Валерійович
- Заступники голови — Грицьков Євгеній Володимирович, Пастух Тарас Тимофійович, Скакун Олександр Євгенович, Тихонченко Руслан Сергійович, Черняк Михайло Євгенійович
- Керівник апарату — Шпиньов Леонід Юрійович

## Пріоритетні напрями роботи
- Пріоритетні напрями роботи Харківської обласної державної адміністрації на 2007 рік
- Пріоритетні напрями роботи Харківської обласної державної адміністрації на 2006 рік
- Пріоритетні напрями роботи Харківської обласної державної адміністрації на 2005 рік

## Прийом громадян

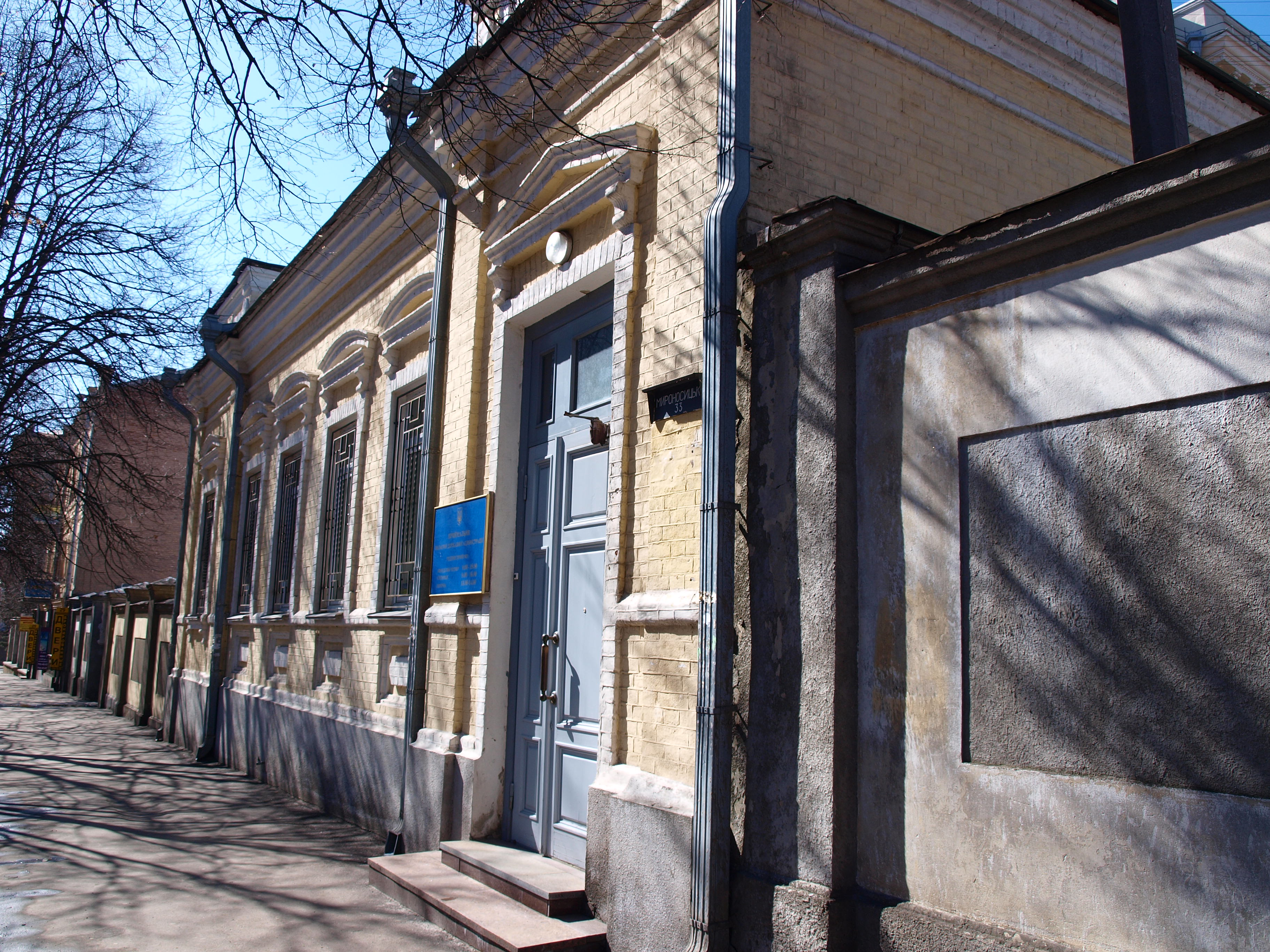
Харків, вул. Мироносицька, 33

Прийом громадян проводиться за адресою громадської приймальні: м. Харків, вул. Мироносицька, 33.

## Відзнаки Харківської обласної державної адміністрації та Харківської обласної ради
- Почесна грамота Харківської обласної державної адміністрації та Харківської обласної ради;
- Подяка голови Харківської обласної державної адміністрації та голови Харківської обласної ради.

## Відзнаки Харківської обласної державної адміністрації
- Почесна грамота Харківської обласної державної адміністрації;
- Подяка голови Харківської обласної державної адміністрації.

## Співпраця
12 червня 2023 року Харківська обласна військова адміністрація та штат Аризона (США) уклали Меморандум про співробітництво.